# Grevci
Grevci (cyr. Гревци) – wieś w Serbii, w okręgu rasińskim, w mieście Kruševac. W 2011 roku liczyła 371 mieszkańców.